# Mejor Sexto Hombre de la Liga Nacional de Básquet
El premio Mejor Sexto Hombre de la LNB es un galardón anual otorgado en la Liga Nacional de Básquet desde 1991 al mejor jugador de un equipo que sale desde el banquillo como suplente. El ganador es seleccionado al final de la temporada regular a partir de una votación entre la Asociación de Clubes y uno de sus patrocinadores oficiales, el Diario Olé. Inicialmente la Revista Solo Básquet se encargaba de realizar la selección, pero desde 1998 el Diario Olé se encarga de hacerlo.
En total 32 jugadores fueron elegidos como mejor sexto hombre. Leandro Palladino recibió el premio en tres ocasiones, seguido de Matías Sandes, elegido dos veces.

## Ganadores

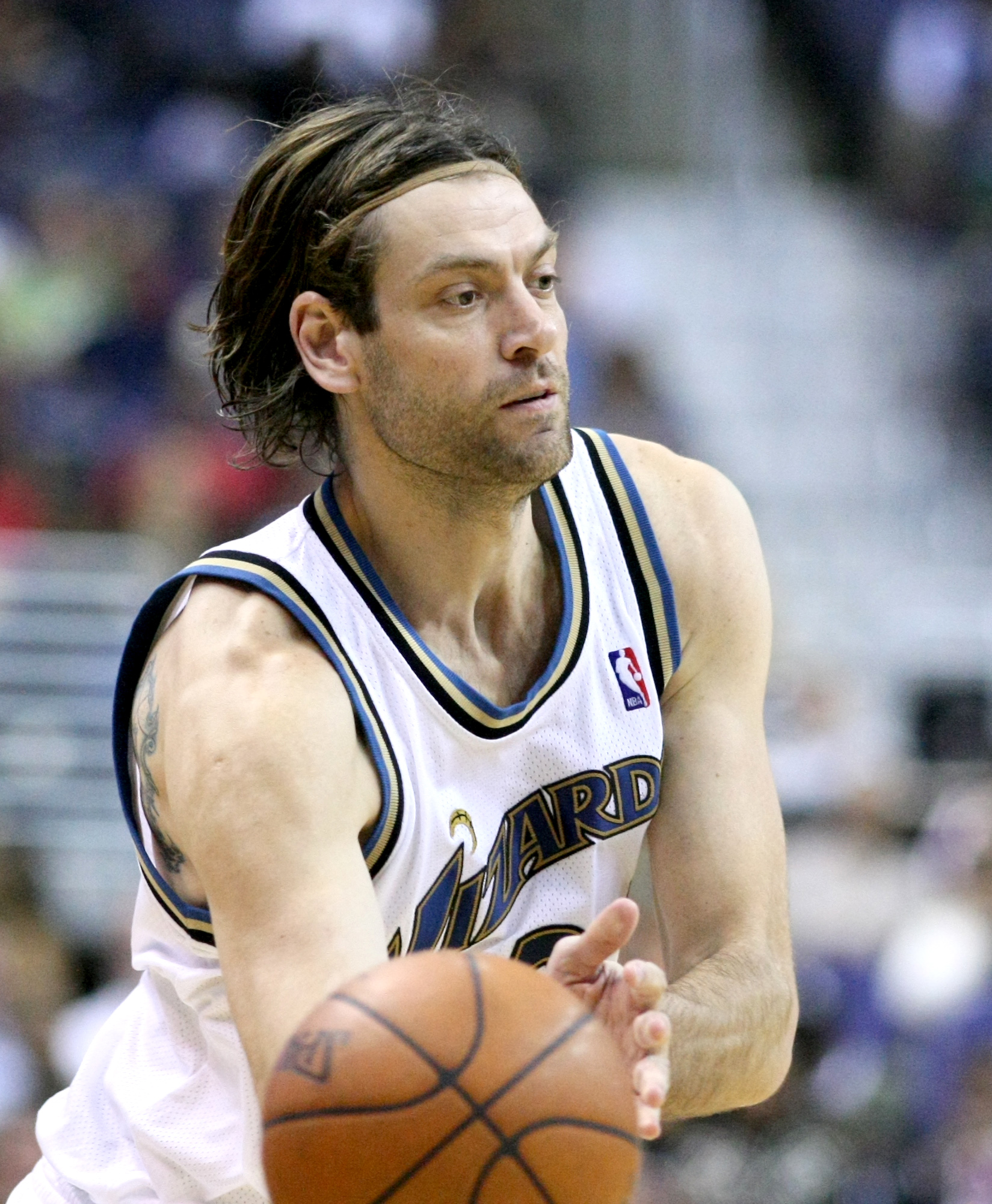
Fabricio Oberto, ex-NBA que fue elegido mejor sexto hombre.

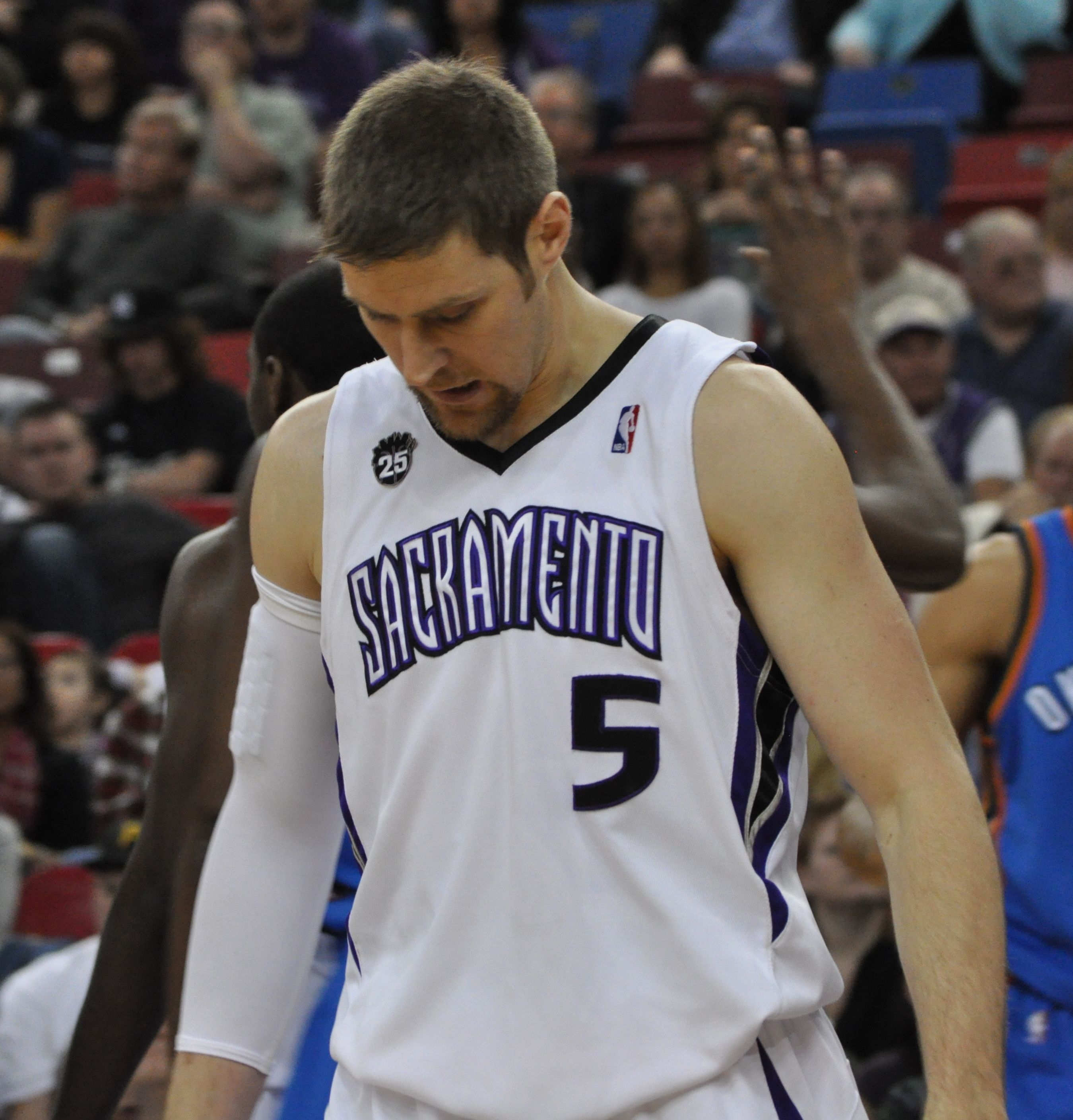
Andrés Nocioni, elegido junto a Leandro Palladino como mejor sexto hombre de la temporada 1998–99

| ^           | Denota jugador en activo en la LNB                                            |
| Jugador (#) | Denota el número de veces que el jugador ha obtenido el premio                |
| Equipo (#)  | Denota el número de veces que un jugador de este equipo ha obtenido el premio |

| Temporada | Jugador               | Equipo                                             |
| --------- | --------------------- | -------------------------------------------------- |
| 1990-91   | Edgard Merchant       | Gimnasia y Esgrima Pedernera Unidos                |
| 1991-92   | Germán Filloy         | Atenas de Córdoba (1)                              |
| 1992-93   | Eduardo Dominé        | Quilmes de Mar del Plata (1)                       |
| 1993-94   | Ernesto Michel        | Atenas de Córdoba (2)                              |
| 1994-95   | Jorge Racca           | Olimpia de Venado Tuerto                           |
| 1995-96   | Leopoldo Ruiz Moreno  | Atenas de Córdoba (3)                              |
| 1996-97   | Fabricio Oberto       | Atenas de Córdoba (4)                              |
| 1997-98   | Leandro Palladino (1) | Atenas de Córdoba (5)                              |
| 1998-99   | Andrés Nocioni        | Independiente de General Pico                      |
| 1998-99   | Leandro Palladino (2) | Atenas de Córdoba (6)                              |
| 1999-00   | Leandro Palladino (3) | Atenas de Córdoba (7)                              |
| 2000-01   | Víctor Baldo          | Estudiantes de Olavarría                           |
| 2001-02   | Pablo Gil             | Quilmes de Mar del Plata (2)                       |
| 2002-03   | Diego Prego           | Boca Juniors (1)                                   |
| 2003-04   | Matías Sandes (1)     | Boca Juniors (2)                                   |
| 2004-05   | Matías Sandes (2)     | Boca Juniors (3)                                   |
| 2005-06   | Walter Storani        | Club Sportivo Ben Hur                              |
| 2006-07   | Luis Cequeira         | Boca Juniors (4)                                   |
| 2007-08   | Marcos Saglietti      | Libertad de Sunchales                              |
| 2008-09   | Juan Pablo Figueroa   | Atenas de Córdoba (8)                              |
| 2009-10   | Juan Pablo Cantero    | Atenas de Córdoba (9)                              |
| 2010-11   | Juan Espil            | Estudiantes de Bahía Blanca                        |
| 2011-12   | Tyler Field           | Obras Sanitarias                                   |
| 2012-13   | Nicolás Romano        | Regatas Corrientes (1)                             |
| 2013-14   | Marcos Delía          | Boca Juniors (5)                                   |
| 2014-15   | Santiago Scala        | Gimnasia Indalo                                    |
| 2014-15   | Nicolás Brussino      | Regatas Corrientes (2)                             |
| 2015-16   | Mauro Cosolito        | Ciclista Olímpico                                  |
| 2016-17   | José Vildoza          | Libertad                                           |
| 2017-18   | Justin Keenan         | San Martín (C)                                     |
| 2018-19   | Luciano González      | Instituto (1)                                      |
| 2019-20   | No elegido            | Torneo suspendido debido a la pandemia de COVID-19 |
| 2020-21   | Manuel Buendía        | Boca Juniors (6)                                   |
| 2021-22   | Joaquín Valinotti     | Peñarol de Mar del Plata                           |
| 2022-23   | Víctor Fernández      | Platense                                           |
| 2023-24   | Bautista Lugarini     | Instituto (2)                                      |
| 2024-25   | Juan Pablo Corbalán   | Riachuelo                                          |

## Historial

### Por jugador
| Jugador           | Premios | Años              |
| ----------------- | ------- | ----------------- |
| Leandro Palladino | 3       | 1998, 1999, 2000. |
| Matías Sandes     | 2       | 2004, 2005.       |

### Por club
| Equipo                     | Victorias | Años                                                 |
| -------------------------- | --------- | ---------------------------------------------------- |
| Atenas de Córdoba          | 9         | 1992, 1994, 1996, 1997, 1998, 1999, 2000, 2009, 2010 |
| Boca Juniors               | 6         | 2003, 2004, 2005, 2007, 2014, 2021.                  |
| Quilmes de Mar del Plata   | 2         | 1993, 2002.                                          |
| Club de Regatas Corrientes | 2         | 2013, 2015.                                          |
| Instituto                  | 2         | 2019, 2024.                                          |